# Язовский, Иван Егорович
Иван Егорович Язовский (1 октября 1917, Шадринский уезд, Пермская губерния — 31 марта 1974, Атаманово, Кемеровская область) — советский работник сельского хозяйства, Герой Социалистического Труда, участник Великой Отечественной войны, ефрейтор.

## Биография
Иван Егорович Язовский родился 1 октября 1917 года в крестьянской семье в Шадринском уезде Пермской губернии Российской республики, ныне Шадринский муниципальный округ Курганской области. Русский.
В 1931 году его семья переехала к родственникам в город Свердловск, а в 1933 году – в Кузбасс и поселилась в селе Атаманово Кузнецкого района Западно-Сибирского края.
В 1934 году окончил курсы механизаторов при Кузнецкой машинно-тракторной станции и работал в ней трактористом до мая 1941 года, когда был призван в Рабоче-крестьянскую Красную Армию. 
Участник Великой Отечественной войны с июля 1941 года. Войну прошёл орудийным номером 5-й батареи 1221-го гаубично-артиллерийского полка (позже – 8-я батарея 117-й гаубичной артиллерийской бригады большой мощности РГК). Участник битвы за Москву, Ржевской битвы, 2 сентября 1942 году получил тяжелое ранение. После излечения участвовал в освобождении Литвы, Польши и Восточной Пруссии, награждён медалью «За отвагу» и орденом Славы III степени.
В 1943 году вступил в ВКП(б), в 1952 году партия переименована в КПСС.
После демобилизации вернулся в Кузбасс, работал трактористом, а затем – звеньевым полеводов в колхозе «Пятилетка в 4 года» Кузнецкого района Кемеровской области. 
По итогам работы в 1948 году его звено получило урожай картофеля 580 центнеров с гектара на площади 3,4 гектара. 
Указом Президиума Верховного Совета СССР от 25 февраля 1949 года за получение высоких урожаев пшеницы, ржи и картофеля в 1948 году Язовскому Ивану Егоровичу присвоено звание Героя Социалистического Труда с вручением ордена Ленина и золотой медали «Серп и Молот».
Проживал в селе Атаманово Кузнецкого (с 1963 года – Новокузнецкого) района. 
Иван Егорович Язовский умер 31 марта 1974 года в селе Атаманово Атамановского сельсовета Новокузнецкого района Кемеровской области, ныне село — административный центр Центрального сельского поселения Новокузнецкого района Кемеровской области — Кузбасса.

## Награды
- Герой Социалистического Труда, 25 февраля 1949 года
  - Орден Ленина № 83990
  - Медаль «Серп и Молот» № 3052
- Орден Славы III степени, 1 августа 1944 года[3]
- Медаль «За отвагу», 20 февраля 1943 года[4]